# Pritumumab
Il pritumumab è un anticorpo monoclonale sviluppato dalla Nascent Biotech e progettato per il trattamento dei gliomi. Agisce legandosi al dominio esterno della vimentina presente sulla superficie delle cellule neoplastiche.
Sono in corso studi clinici volti a verificare la sicurezza e l'efficacia terapeutica del pritumumab nei pazienti con glioma o con altri tumori cerebrali; nel 2015 la Food and Drug Administration ha assegnato all'anticorpo lo status di farmaco orfano.
La vimentina, target molecolare del pritumumab, svolge un ruolo anche nella replicazione dei coronavirus, in particolare del SARS-CoV-2, responsabile della pandemia di COVID-19; si è pertanto proposto l'uso del farmaco nel trattamento di questa sindrome respiratoria.